# Загребачки хиподром
Загребачки хиподром је место за коњске трке у Загребу. Грађен је од 1947. до 1950. године, а дизајн је заснован на хиподрому Лоншан у Паризу. Налази се у насељу Кајзерица, на јужној обали реке Саве, близу језера Бундек.  Место одржавања се простире на површини од 47 ха.  Првобитно је изграђена са три тркачке стазе, дужине 1000, 1600 и 2400 метара, али је најдужа стаза уклоњена како би се направио простор за затворену јахалишту након Летње универзијаде 1987. Простор за трке са препрекама налази се у унутрашњем делу најмање стазе. 
Загребачким хиподромом управља Коњички клуб Загреб од 1952.  Најважнији догађај на Хиподрому је годишњи Међународни јунски турнир (Lipanjski turnir), који се одржава од 1955.   Место је критиковано због лошег управљања и одржавања стазе, као и због малих коњских штала које не задовољавају данашње здравствене и безбедносне захтеве.  Штале имају око 160 коња. 
Улица у којој се налази место одржавања догађаја преименована је у част Радослава Цимермана, хрватског шампиона у јахању који је пао са коња и погинуо 1974. док је тренирао на Загребачком хиподрому.  Папа Јован Павле II је 1994. одржао мису на Хиподрому, којој је присуствовало милион људи. Папа Бенедикт XVI је такође одржао мису на Хиподрому 2011.  

## Концерти
Хиподром је такође коришћен као концертно место, угостивши Rolling Stones, Red Hot Chili Peppers, Metallica,Еда Ширана и Марка Перковића Томпсона.
| Датум            | Извођач                | Број присутних |
| ---------------- | ---------------------- | -------------- |
| 20. август 1998. | Rolling Stones         | 76.000         |
| 16. мај 2010.    | Metallica              | 30.000         |
| 29. август 2012. | Red Hot Chili Peppers  | 35.000         |
| 10. август 2024. | Ед Ширан               | 70.000         |
| 5. јул 2025.     | Марко Перковић Томпсон | 504.000        |